# Chino Hills (Kalifornija)
Chino Hills je grad u američkoj saveznoj državi Kalifornija. Prema popisu stanovništva iz 2010. u njemu je živjelo 74,799 stanovnika.

## Poznate osobe
LaVar Ball (košarkaš, "može dobiti Michaela Jordana 1 na 1")
Lonzo Ball (košarkaš)
LiAngelo Ball (košarkaš)
LaMelo Ball (košarkaš)